# Adna
Adna az Amerikai Egyesült Államok északnyugati részén, Washington állam Lewis megyéjében elhelyezkedő önkormányzat nélküli település.
A helység korábban a Willow Way (más források szerint Willaway vagy Willoway), majd a Ponoma nevet viselte, majd felvette a Northern Pacific Railroad egy munkatársa rokonának nevét.